# 大阪圏における高速鉄道を中心とする交通網の整備に関する基本計画について
大阪圏における高速鉄道を中心とする交通網の整備に関する基本計画について（おおさかけんにおけるこうそくてつどうをちゅうしんとするこうつうもうのせいびにかんするきほんけいかくについて）は、運輸政策審議会が1989年（平成元年）5月31日に行った答申である。大阪圏において2005年（平成17年）までに整備すべき鉄道路線を挙げている。
その後出された近畿圏の鉄道整備の計画に関する答申として、2004年（平成16年）近畿地方交通審議会答申第8号近畿圏における望ましい交通のあり方についてがある。そのほか、2018年には近畿圏における空港アクセス鉄道ネットワークに関する調査結果が出されている。

## 答申路線と現状

### 新設路線

#### 大阪周辺
片福連絡線
京橋駅から尼崎駅までを結ぶ計画。JR東西線として1997年3月8日に開業した。
なにわ筋線
新大阪駅からJR難波駅及び汐見橋駅までを結ぶ計画。2004年の近畿地方交通審議会答申にも盛り込まれその後新今宮駅までの計画に変更され2031年に開業予定。詳細は「なにわ筋線」を参照。
なにわ筋連絡線
上記のなにわ筋線より梅田付近で分岐して、十三駅までを結ぶ計画。2017年3月に、この路線と同じ起終点を通じ阪急がなにわ筋線に乗り入れる、または梅田付近の駅で乗り換える案が出てきた。詳細は「なにわ筋連絡線」、「西梅田・十三連絡線」を参照。
新大阪連絡線
十三駅から新大阪駅を経由して淡路駅までと、神崎川駅から新大阪駅までを結ぶ計画。両区間とも阪急が免許を取得していたが、淡路駅 - 新大阪駅間と神崎川駅 - 新大阪駅間については2003年に廃止した。残る十三駅 - 新大阪駅間については引き続き免許は維持されていたがなにわ筋線と同時開業を目指し計画が進展した。詳細は「阪急新大阪連絡線」を参照。
大阪外環状線
新大阪駅から鴫野駅、放出駅を経由して加美駅までを結ぶ計画。後に終点が加美駅から久宝寺駅に変更され、貨物線の転用によって放出駅 - 久宝寺駅間はおおさか東線として2008年3月15日に開業した。放出駅 - 新大阪駅間は2019年3月16日に開業した。北梅田駅方面への延伸が後に追加され、2023年3月18日に開業した。
鶴町・茨田線
大正区鶴町から鶴見区茨田付近を経由して交野市方面へ結ぶ計画。大阪市営地下鉄長堀鶴見緑地線（現在のOsaka Metro長堀鶴見緑地線）として1990年3月20日に京橋駅 - 鶴見緑地駅間が、1996年12月11日に心斎橋駅 - 京橋駅間が、1997年8月29日に大正駅 - 心斎橋駅間及び鶴見緑地駅 - 門真南駅間が開業した。大正駅以遠及び門真南駅以遠については開業の目処は立っていない。
中之島線
天満橋駅から中之島方面を結ぶ計画。京阪中之島線として2008年10月19日に天満橋駅 - 中之島駅間が開業した。同駅から先、西九条駅を経由して新桜島駅方面への延伸が計画されているが、開業の目処は立っていない。ただし、夢洲に統合型リゾート (IR) を誘致したことにより、JRゆめ咲線とともに夢洲までの延伸が検討されている。並行して一部ルートを変更して、中之島駅から九条駅まで延伸してOsaka Metro中央線と接続する形で夢洲への鉄道アクセスを行う構想がある。
大阪市交6号線の延伸線
大阪市営地下鉄堺筋線（現在のOsaka Metro堺筋線）を動物園前駅から天下茶屋駅まで延伸する計画。1993年3月4日に開業した。
阪神西大阪線の延伸線
阪神西大阪線を西九条駅から近鉄難波駅まで延伸する計画。2009年3月20日に阪神なんば線として開業し、近鉄奈良線との相互直通運転を開始した。同時に西大阪線の既存区間も阪神なんば線に、近鉄難波駅も大阪難波駅にそれぞれ改称されている。詳細は「阪神なんば線#西大阪線延伸事業」を参照。
南港・港区連絡線
大阪港駅からコスモスクエア駅を経由して中ふ頭駅までを結ぶ計画。OTSテクノポート線とOTSニュートラムテクノポート線として1997年12月18日に開業した。詳細は「Osaka Metro中央線」及び「Osaka Metro南港ポートタウン線」を参照。
北港テクノポート線
上記の南港・港区連絡線からコスモスクエア駅で分岐し、此花区方面へ結ぶ計画。2008年に開業する予定だったが、大阪オリンピックの招致に失敗したこともあり、その後の進展は長らく見られなかった。後に2025年に夢洲で万博を開催することになり、Osaka Metro中央線の延伸区間（大阪港トランスポートシステム北港テクノポート線）としてコスモスクエア駅 - 夢洲駅間が2025年1月19日に開業した。残る夢洲駅 - 新桜島駅間についてはIR誘致の実現により、前述のJRゆめ咲線・中之島線の延伸を含めて鉄道延伸が検討されている。
大阪モノレール
大阪国際空港から門真市付近を経由して堺市方面へ結ぶ計画。大阪高速鉄道大阪モノレール線として1990年6月1日に千里中央駅 - 南茨木駅間が、1994年9月30日に千里中央駅 - 柴原駅間が、1997年4月1日に柴原駅 - 大阪空港駅間が、同年8月22日に南茨木駅 - 門真市駅間が開業した。門真市駅から瓜生堂駅（仮称）までの延伸が2016年の大阪府の戦略会議において決定され、2029年の開業を目指す方針とされている。
北大阪急行南北線の延伸線
北大阪急行電鉄南北線を千里中央駅から箕面市方面へ延伸する計画。2014年3月に基本合意が締結され、2024年3月23日に開業した。
国際文化公園都市モノレール
万博記念公園から国際文化公園都市までを結ぶ計画。大阪高速鉄道国際文化公園都市モノレール線として1998年10月1日に万博記念公園駅 - 阪大病院前駅間が、2007年3月19日に阪大病院前駅 - 彩都西駅間が開業した。彩都西駅以遠の開業の目処は立っていない。2019年3月19日、彩都西駅以北の延伸計画が正式に廃止された。
片奈連絡線
京田辺駅と長池駅を結ぶ計画。開業の目処は立っていない。
京阪奈新線
生駒駅から高の原駅を結び、またその途中で分岐して祝園駅までを結ぶ計画。近鉄けいはんな線として2006年3月27日に生駒駅 - 学研奈良登美ヶ丘駅間が開業した。学研奈良登美ヶ丘駅以遠の開業の目処は立っていない。
泉北高速線の延伸線
大阪府都市開発泉北高速鉄道線を光明池駅から和泉中央駅まで延伸する計画。1995年4月1日に開業した。
水間鉄道新線
清児駅から泉佐野市土丸・犬鳴方面を結ぶ計画。水間鉄道が免許を取得していたが、1996年に建設を断念した。詳細は「水間鉄道水間線#水間鉄道新線計画」を参照。
関西国際空港連絡線
泉佐野駅及び日根野駅から関西国際空港までを結ぶ路線。関西空港線及び南海空港線として1994年9月4日に開業した。
その他、大阪周辺で6区間が挙げられているが、いずれも開業の目処は立っていない。

#### 京都周辺
烏丸線の延伸線
京都市営地下鉄烏丸線を北大路駅から国際会館駅まで延伸する計画。竹田駅から洛南新都市方面への延伸の検討も挙げられている。1990年10月24日に北大路駅 - 北山駅間が、1997年6月3日に北山駅 - 国際会館駅間が開業した。竹田駅以遠の開業の目処は立っていない。
東西線
六地蔵駅から京都市街地を経て洛西方面へ結ぶ計画。京都市営地下鉄東西線として1997年10月12日に醍醐駅 - 二条駅間が、2004年11月26日に醍醐駅 - 六地蔵駅間が、2008年1月16日に二条駅 - 太秦天神川駅間が開業した。太秦天神川駅以遠の開業の目処は立っていない。
鴨東線
三条駅から出町柳駅までを結ぶ計画。京阪鴨東線として1989年10月5日に開業した。

#### 神戸周辺
海岸線
新長田駅から三宮駅を経て新神戸駅までを結ぶ計画。神戸市営地下鉄海岸線として2001年7月7日に新長田駅 - 三宮・花時計前駅間が開業した。三宮・花時計前駅以遠は東灘区方面への延伸計画もあるものの、開業の目処は立っていない。
ポートアイランド線の延伸線
神戸新交通ポートアイランド線を中公園駅からポートアイランド二期地区方面へ延伸する計画。2006年2月2日に市民広場駅 - 神戸空港駅間が開業した。
六甲アイランド線
住吉駅から六甲アイランドまでを結ぶ計画。神戸新交通六甲アイランド線として1990年2月21日に住吉駅 - マリンパーク駅間が開業した。
西明石・西神線
西明石駅と西神中央駅を結ぶ計画。開業の目処は立っていない。詳細は「神戸市営地下鉄西神・山手線#西神再延伸線構想」を参照。
神戸電鉄公園都市線
横山駅とフラワータウン・ウッディタウン・カルチャータウン方面を結ぶ計画。神戸電鉄公園都市線として1991年10月28日に横山駅 - フラワータウン駅間が、1996年3月28日にフラワータウン駅 - ウッディタウン中央駅間が開業した。答申にはウッディタウン中央駅から先、カルチャータウンへの延伸計画も盛り込まれているが、開業の目処は立っていない。
その他、舞子駅と学園都市駅を結ぶ計画や西神中央駅と東播磨方面を結ぶ計画も挙げられているが、共に開業の目処は立っていない。

### 線増路線
JR福知山線
福知山線（JR宝塚線）の新三田駅 - 篠山口駅間を複線化する計画。1996年12月1日に広野駅 - 古市駅間が、1997年3月8日に新三田駅 - 広野駅間と古市駅 - 篠山口駅間が複線化された。
JR山陰線
山陰本線（嵯峨野線）の京都駅 - 園部駅間を複線化する計画。1989年3月5日に嵯峨嵐山駅 - 馬堀駅間が複線化されたのを皮切りに順次複線化が推進され、2010年3月7日に完全複線化された。
JR奈良線
奈良線を複線化する計画。2001年3月3日に京都駅 - JR藤森駅間と宇治駅 - 新田駅間が複線化した。2013年6月にJR藤森駅 - 宇治駅間、新田駅 - 城陽駅間及び山城多賀駅 - 玉水駅間の複線化の合意が発表され、2023年春のダイヤ改正で完成した。城陽駅 - 山城多賀駅間と玉水駅 - 木津駅間の複線化の目処は立っていない。
JR片町線
片町線（学研都市線）の松井山手駅 - 木津駅間を複線化する計画。実現の目処は立っていない。
JR草津線
草津線の草津駅 - 貴生川駅間を複線化する計画。実現の目処は立っていない。
JR関西線
関西本線の木津駅 - 加茂駅間を複線化する計画。実現の目処は立っていない。
近鉄生駒線
近鉄生駒線を複線化する計画。答申以前既に菜畑駅 - 南生駒駅間が複線化されており、さらに1993年3月17日に東山駅 - 萩の台駅間が、1994年2月10日に菜畑駅 - 生駒駅間が複線化された。南生駒駅 - 萩の台駅間及び東山駅 - 王寺駅間の複線化の目処は立っていない。
南海高野線
南海高野線の御幸辻駅 - 橋本駅間を複線化する計画。1995年9月1日に完成した。
京阪交野線
京阪交野線を複線化する計画。答申以前既に宮之阪駅 - 森信号所間が複線化されており、さらに1992年9月12日に森信号所 - 私市駅間が、同年11月28日に枚方市駅 - 宮之阪駅間が複線化され、全線の複線化が完成した。
神戸電鉄粟生線
神戸電鉄粟生線の鈴蘭台駅 - 三木駅間を複線化する計画。答申以前に西鈴蘭台駅 - 藍那駅間及び川池信号所 - 押部谷駅間が複線化されていたが、その後の進展はない。
神戸電鉄三田線
神戸電鉄三田線を複線化する計画。1991年3月24日に横山駅 - 三田駅間が、1998年3月20日に岡場駅 - 田尾寺駅間が複線化された。横山駅 - 田尾寺駅間及び岡場駅 - 有馬口駅間の複線化の目処は立っていない。
叡山電鉄鞍馬線
叡山電鉄鞍馬線の岩倉駅 - 市原駅間を複線化する計画。1990年9月28日に岩倉駅 - 二軒茶屋駅間が複線化された。二軒茶屋駅 - 市原駅間の複線化の目処は立っていない。